# Tish Cohen
Tish Cohen (geboren 1963 in Toronto) ist eine kanadische Autorin.

## Leben
Cohen wurde in Toronto geboren und verbrachte den Großteil ihrer Kindheit in Montreal, aber ab der 7. Klasse wechselte sie an eine High School im Orange County (The OC) in Kalifornien und wuchs bei ihrem alleinerziehenden Vater auf. Sie studierte an der Ted Rogers School of Management der heutigen Ryerson University, die sie 1988 abschloss. Vor ihrer Karriere als Autorin arbeitete sie als Medieneinkäuferin einer Werbeagentur, Leiterin einer Kunstgalerie, Illustratorin, Korrektorin, Dekorationsmaler und Redakteurin. Cohen verfasste Romane und Kinderbücher. Cohen ist bekannt für ihr schnelles Schreiben. Ihr Kinderbuch The Invisible Rules of the Zoë Lama wurde 2007 in Kanada ein Bestseller. Ihr Roman Town House war 2008 auf der Shortlist für den Commonwealth Writers’ Prize Best First Book Award (Bester Erstlingsroman) für die Regionen Kanada und Karibik.  Die Rechte zur Verfilmung des Romans „Town House“ wurden von Ridley Scotts Filmproduktionsfirma gekauft. Ihr Debütroman wurde ins Italienische und 2009 unter dem Titel Super Agoraphobie-Therapie ins Deutsche übersetzt.
Ihr Roman Inside Out Girl war im Jahr 2009 ein Globe and Mail-Bestseller. Die Drehbuchautorin Allison Burnett unterzeichnete im August 2009 eine Absichtserklärung eine Filmadaption des Romanes Inside Out Girl durchzuführen.
Cecily Ross lobte im Juli 2010 am Roman The Truth About Delilah Blue ihren Umgang mit Metaphern, bemängelte jedoch ihre manchmal ungeschliffene Prosa und hielt „einige der vielen Wendungen der Handlung“ für „gekünstelt“. Cynthia MacDonald rezensierte den Roman im Juni 2010 für The Globe and Mail und stufte ihn in als „das erste großartige Buch für die Strandlektüre“ ein. Auch Vit Wagner von Toronto Star  empfahl den Roman, der von einer jungen Frau mit einem alten Vater mit Alzheimer-Krankheit und einer abwesenden Mutter handelt, im Juni 2010 als Sommerlektüre.
Für den Roman The Search Angel, der sich mit dem Thema Adoption befasst, bescheinigte ihr die National Post im Juni 2013 ein „Erzähltalent“.
Cohen und Barbara Fogler schrieben das Drehbuch für Sheila McCarthys Kurzfilm Russet Season, der beim Toronto Jewish Film Festival 2017 seine Premiere hatte.
Cohen ist mit einem Anwalt verheiratet und hat zwei Kinder.

## Veröffentlichungen

### Romane
- 2007: Town House, Harper Perennial, New York, ISBN 978-0-06-113131-8
  - 2009: Super Agoraphobie-Therapie, Luchterhand-Literaturverlag, ISBN 978-3-630-62145-6 (Aus dem Amerikanischen übersetzt von Martin Ruben Becker)
- 2008: Inside Out Girl, Harper Perennial, New York, ISBN 978-0-06-145295-6
- 2010: The Truth About Delilah Blue, Harper Perennial, New York, ISBN 978-0-06-187597-7
- 2013: The Search Angel, Harper Collins, New York, ISBN 978-1-4434-1082-3
- 2019: The Summer We Lost Her (Alternativtitel: Little Green), Gallery Books, New York, ISBN 978-1-5011-9968-4

### Kurzgeschichten
- 2012: The break-in, Grass Roots Press, Good reads series, Edmonton, Alberta, OLC 858004052
- 2014: Littleman, Harper Collins, ISBN 978-1-4434-0114-2 (E-Book)

### Kinderbücher
- 2007: The Invisible Rules of the Zoë Lama, Dutton Children’s Books, ISBN 978-0-525-47810-2
- 2008: The One and Only Zoë Lama, Dutton Children’s Books, ISBN 978-0-525-47891-1
- 2009: Little Black Lies, Egmont, New York, ISBN 978-1-60684-033-7
- 2011: Switch, Egmont, New York, ISBN 978-1-60684-130-3